# اسنولت-پلتری (دهانه)
اسنولت-پلتری یک دهانه برخوردی در ماه‌ است.